# August Reddigau
August Reddigau (* 1. Februar 1878 in Schackensleben; † 15. Juni 1963 in Halle) war ein deutscher Politiker (SPD).

## Leben und Beruf
August Reddigau wurde am 1. Februar 1878 in Schackensleben geboren. Nach einer Lehre arbeitete er als Bergarbeiter in der Industrie. Er engagierte sich gewerkschaftlich und war von 1903 bis 1905 Vertrauensmann des Bergarbeiterverbandes. Von August 1905 bis 1933 war er hauptamtlicher Bezirksleiter des Bergarbeiterverbandes mit Sitz in Braunschweig, seit 1907 in Hötensleben, seit 1909 in Hannover, seit 1911 in Salzungen, seit 1921 in Sangerhausen und seit 1923 in Halle an der Saale. Außerdem wirkte er von 1907 bis 1909 nebenamtlich als Geschäftsführer des Konsumvereins in Hötensleben. Während der Zeit des Nationalsozialismus lebte Reddigau zurückgezogen in Burgtonna. Nach 1945 wohnte er in Halle, wo er am 15. Juni 1963 verstarb.

## Politik
Reddigau trat während der Zeit des Deutschen Kaiserreiches in die Sozialdemokratische Partei Deutschlands (SPD) ein. Er war von 1903 bis 1905 Vertrauensmann der SPD und fungierte 1913/14 als Vorsitzender der SPD-Wahlkreisorganisation für Sachsen-Meiningen. Von 1914 bis 1918 war er Landtagsabgeordneter im Landtag vom Herzogtum Sachsen-Meiningen, von 1919 bis 1920 Landtagsabgeordneter im Freistaat Sachsen-Meiningen. Nach 1945 schloss er sich der Sozialistischen Einheitspartei Deutschlands (SED) an.